# Ocmanice
Ocmanice är en ort i Tjeckien.   Den ligger i regionen Vysočina, i den sydöstra delen av landet, 160 km sydost om huvudstaden Prag. Ocmanice ligger 402 meter över havet och antalet invånare är 322.
Terrängen runt Ocmanice är huvudsakligen platt. Ocmanice ligger nere i en dal. Runt Ocmanice är det glesbefolkat, med 20 invånare per kvadratkilometer. Närmaste större samhälle är Třebíč, 17,8 km väster om Ocmanice. Trakten runt Ocmanice består till största delen av jordbruksmark.